# むとう水華
むとう 水華（むとう みか、1992年1月31日 - ）は、日本のタレント、アイドル、歌手。本名および旧芸名は武藤 水華（むとう みか）。埼玉県出身。CLUTCH所属。

## 略歴
2004年
- ハロプロ エッグ オーディション2004に合格し、フットサル研修生として入所。（武藤以外のフットサル研修生は是永美記、川島幸、田中杏里）。
- 11月14日、Hello! Project SPORTS FESTIVAL 2004豊田大会でのガッタスユース紅白戦で初お披露目。
- 12月25日、同日発売のムック本「Sals2」において他のフットサル研修生と共に氏名・生年月日などのプロフィールが公表された。

2005年
- 1月、Hello!Projectコンサートツアーの東京公演にバックダンサーとして登場。フットサル以外でのお披露目は初。後日発売された同コンサートの写真集にハロプロエッグ20人の名前がローマ字表記されている。
- 3月、Gatas Brilhantes H.P.の練習に参加。

2006年
- 5月16日、ハロー!プロジェクトオフィシャルショップにおいて、初めて公式写真（リトルガッタスとして）が発売された。
- 5月、カントリー娘。とリトルガッタスの混成チーム「MIX GATAS」ですかいらーくグループリーグinお台場冒険王“真夏の女王決定戦”に参加することが決まる。また、この間に行われる公開練習にも参加している。
- 8月16日、公式ブログ「ムッチぃブログ」を開設（2007年12月まで）。

2007年
- 4月23日、リトルガッタスからガッタスへの昇格が発表される。昇格と共に背番号が変更され「25番」となる。
- 6月、「音楽ガッタス」名義でのCDデビューが発表される。

2008年
- 4月28日、4月30日をもって「音楽ガッタス」、「Gatas Brilhantes H.P.」 、「ハロプロエッグ」の活動から卒業し、普通の高校生としての生活に戻ることを発表[2]。

2009年
- 11月10日、アメーバにてブログを開設。

2010年
- 7月7日、オフィシャルサイト「MutoMika.Net」オープン。芸名を「むとう水華」とする[3]。
- 10月16日　愛知工科大学学園祭にてライブ
- 10月23日　大妻女子大学学園祭にてライブ
- 11月2日、1stシングル「メリーゴーランド」発売。

2011年
- 4月、第7回リアルオーディション　バラエティ優勝
- 5月、ミスマガジン2011ベスト15に選ばれるも、ファイナリスト4名の中には選ばれなかった。
- 6月7日、アメーバのブログがオフィシャルブログ化。同時にGREEにも公式ブログを開設。
- 10月23日、帝京大学八王子キャンパス　青舎祭ENDINGイベント

2012年
- 2月26日、ドラマ「 もっと熱いぞ! 猫ヶ谷!!」 第7話ヒロイン：紺野あかね役
- 5月24日、日本テレビ　｢ゲーマーズTV 夜遊び三姉妹〜今夜も上上下下左右左右BA〜｣　コーナーはふるぼっこ堂にて出演
- 7月7,8日　「グラ☆スタ!×井坂聡監督による演劇プロジェクト」予備公演1　　インターネット番組「Akiba de アイド ル」に出演
- 10月20日　大妻女子大学学園祭ライブ
- 10月21日　日本女子大学学園祭ライブ

2013年
- 4月、日テレジェニック2013候補生（全99名）に選ばれるも、日テレジェニックに選ばれなかった。
- 7月8日、自らのTwitterにて芸能活動休止中であることを公表[4]。

## 人物
- ハロー!プロジェクトが主催するフットサルチーム「LITTLE GATAS」の元メンバー。背番号は2004年11月から2006年7月迄は『17』、2006年8月から2007年3月迄は『15』、2007年4月のGatas昇格後からは『25』。公式ニックネームは「ムッチぃ」。
- ハロプロエッグ所属時は青木英里奈、是永美記と仲が良く、特に是永に関しては「アネキ」と呼ぶほど仲が良かった。
- マネージャーと信頼していた仲間に陰で虐められパニック障害を発症していて辞めるタイミングを探っていた時、プライベートで信頼できる人達を見つけ引退の道を選んだ。
- 活動再開後は安藤遥と仲がよく、ミスマガジン2011のセミファイナルでは互いに相手をライバルと指名している[5]。また安藤が所属するApple taleとライブでコラボ企画を行ったこともある。
- 2013年日テレジェニック脱落以降は芸能活動を辞め東京都内でアパレルショップ店員をしている。店は非公開。

エピソード
- 小学校の頃は、父（サッカーコーチ）や1つ上の兄の影響で、スポーツ少年団でサッカーをしていた。しかし、入った中学では、部活として女子サッカーがなかったため、陸上部に属し、長距離を主に活動していた。
- 音楽グループのAAAに尊敬して、大人の魅力があるメンバーの宇野実彩子を憧れていると語る[6][7]。高校3年の体育祭で腕には"宇野実彩子"という書ていることがある[8]。愛猫家だが、家に飼っていた2匹の猫の名前が「真弘」（與真司郎・西島隆弘）と「ミサ」（実彩）を名付ける[9]。

プロフィール
- 好きな食べ物：チョコ
- 嫌いな食べ物：チーズ、レバー、干しぶどう。
- 趣味：料理
- 特技：料理
- 好きなスポーツ選手：中村俊輔
- 好きな食べ物：できたてのマックのポテト、とろろ
- 好きなタレント：AAA（特に宇野実彩子・西島隆弘）、南明奈
- 好きなスポーツ：サッカー
- 好きなキャラクター：ドナルドダック、御幸一也、灰原哀
- 好きなマンガ：ダイヤのA.ONEPIECE.僕らがいた.名探偵コナン.クレヨンしんちゃん
- 好きな雑誌：ViVi、JELLY
- 好きな場所：必要としてくれる人がいる場所
- 好きな色：オレンジ
- 好きなタイプ：少年みたい、しっかりしてる、好きになった人
- 嫌いなタイプ：うるさい、冗談通じない、勘違い、上から

## 作品

### シングル
- メリーゴーランド（2010年11月2日） - タワーレコード及びAmazon.co.jp限定販売

### 映像作品
- リアルオーディション Hime【バラエティ】（2011年4月22日、ベンテンエンタテインメント）

## 出演

### フットサル大会
- Hello! Project SPORTS FESTIVAL 2004豊田大会でのガッタスユース紅白戦（2005年11月14日）
- Hello! Project SPORTS FESTIVAL 2004さいたま大会でのガッタスユース紅白戦（2005年12月5日）

同点ゴールを奪った。
- Hello! Project SPORTS FESTIVAL 2006さいたま大会でFANTASISTA戦（2006年3月19日）
- すかいらーくグループリーグCグループ（2006年8月7日）

1得点を挙げた。
- すかいらーくグループリーグDグループ（2006年8月22日）
- Lady's Futsal Novice League特別試合 Sapporo CERBIES戦（2006年11月4日、STVスピカ）
- 第2回すかいらーくグループチャレンジカップ エキシビジョンマッチ（2006年12月24日）
- 第3回すかいらーくグループチャレンジカップ エキシビジョンマッチ（2007年1月14日）
- すかいらーくグループリーグ ジョナサンステージFC Weider戦（2007年1月20日、東京ビッグサイト）

06年8月以来の得点を挙げた。
- すかいらーくグループリーグ 夢庵ステージ（2007年3月12日、駒沢体育館）

### コンサート
- Hello! Project 2005 Winter 〜A HAPPY NEW POWER! 紅組〜（2005年1月） - バックダンサー
- Hello! Project 2006 Summer 〜ワンダフルハーツランド〜（2006年7月） - バックダンサー
- Hello! Project 2007 Winter 〜ワンダフルハーツ 乙女Gocoro〜（2007年1月） - バックダンサー
- Hello! Project 2007 Summer 10th アニバーサリー大感謝祭 〜ハロ☆プロ夏祭り〜（2007年7月） - バックダンサー及び「音楽ガッタス」として参加。
- 第一回 ハロー!プロジェクト新人公演 〜さるの刻〜／〜とりの刻〜（2007年5月13日）
- 2007 ハロー!プロジェクト新人公演8月 〜横浜で会いましょう〜（2007年8月26日）
- 2007 ハロー!プロジェクト新人公演 11月 〜品川で会いましょう〜（2007年11月23日、品川ステラボール）
- Hello! Project 2008 Winter 〜かしまし エルダークラブ〜（2008年1月） - 「音楽ガッタス」として参加。

### イベント
- 美我希流 SHOW激（2012年9月9日、パルテノン多摩） - スペシャルゲスト

### 舞台
- X-QUEST「剣狼-KENROH-」（2006年10月5日 - 10月9日）
- 「グラ☆スタ!×井坂聡監督による演劇プロジェクト」予備公演1（2012年7月7日 - 8日、バールデルポポロ 赤坂すずふり横丁店）
- 「グラ☆スタ!×井坂聡監督による演劇プロジェクト」予備公演2“ステップ”（2012年9月15日 - 17日、バールデルポポロ 赤坂すずふり横丁店）
- 祭 Element's 「Peace」（2013年5月5日）ダンサーとして参加。

### 映画
- ラブコール アナタヘノオモイ（2010年）- 主演
- THE HYBRID 鵺の仔（2015年、ベンテンエンタテインメント）

### テレビドラマ
- もっと熱いぞ!猫ヶ谷!! 第7話（2011年11月24日、名古屋テレビ放送） - 紺野あかね 役
- 連続ドラマW 女と男の熱帯（2013年1月20日 - 2月24日、WOWOW）

### テレビ
- 第58回NHK紅白歌合戦ハロー!プロジェクト10周年記念紅白スペシャル隊バックダンサー（2008年12月31日NHK）
- ゲーマーズTV 夜遊び三姉妹 〜今夜も上上下下左右左右BA〜（2012年5月24日、日本テレビ）

### ラジオ
- むとう水華だから思春期なんだってば!!（2011年10月1日 - 、ラヂオつくば）

### ネット配信
- グラ☆スタ!バンバン（2011年8月6日 - 9月24日、スカイクラッドTV） - MCとして安藤遥と共演